# 暗黒星通過!
『暗黒星通過!』（あんこくせいつうか!  原題：The Black Star Passes）は、アメリカの作家ジョン・W・キャンベルが書いたSF小説である。「アーコット・モーリー・アンド・ウェード」シリーズの初期の作品を集めたものである。

## 収録されている作品

### 第一部　空中海賊株式会社(Piracy Preferred)
大金を輸送していた旅客機が、緊急信号を発したまま自動操縦で飛行場の上空を旋回していた。乗り込んだ人間の非常パイロットは、乗客がすべて死亡し、金庫が破られていることを見つけた。だが、「乗客は仮死状態にあること、決められた手順で処置すれば回復すること、金は空中海賊がいただいたこと」を記したメモがあった。同じような第２の事件が起こり、護衛機をつけるようにしたが、また金を奪われてしまった。どうやら空中海賊は、自身を透明にする装置と、どんな物質でも通過する仮死ガスを持っているらしい。アーコットとモーリーは、太陽エネルギーで動く新型飛行船を建造し、透明バリアを可視化する装置を作って、空中海賊に戦いを挑んだ。

### 第二部　宇宙船ソラライト号(Solarite)
アーコットとモーリーは、精神病から回復したウェードを仲間に加えた。新型の分子エンジンを装備した新しい飛行船も造られたので、３人で金星を探検することになった。その船は「ソラライト」と命名された。金星に到着して探査すると、遠くから轟く音がする。現場に行った一行の前には、巨大な飛行機とそれを攻撃する小型機の編隊の姿があった。二つの陣営が戦争をしていたのである。

### 第三部　暗黒星通過!(The Black Star Passes)
輝きを失った恒星を回る惑星の上で、タジ・ラモルは空に輝く若い太陽を見つめていた。長い年月のうちに接近してきたその太陽へ、探検隊を送る準備は整っていた。そこで居住可能な惑星を見つけて移住できなければ、彼らの種族は死に絶えてしまう。その惑星に知的生物がいるなら、攻撃してくるかもしれない。200隻からなる武装した探検船団が、その太陽の第２惑星と第３惑星に接近したところ、小型船が上昇してきた。目標にされたのは、われわれの太陽系だったのだ。
巨大な相手の宇宙船に対して、太陽系側の小型船は有利に戦いを進めた。地球と金星で、数十隻の敵船を破壊したのだ。からくも船団を撃退したあとで、アーコット一行は墜落した１隻の宇宙船の内部調査を行った。そこで生き残りの異星人と戦った。それらは白い肌と大きな眼を持っていたので、暗い世界で進化した生物と考えられた。また宇宙船の動力源と思われる物質も発見された。それは光のエネルギーを詰め込んだ「光の塊」だった。このエネルギーを利用した新型宇宙船の建造も始まった。一つめは１人乗りの小型高速攻撃機、二つめは攻撃機への補給を行う母艦、三つめは遠い宇宙空間まで行ける偵察艦である。
一方、多くの犠牲を払いながら暗黒星に戻ったタジ・ラモルは、再度あの太陽系に攻撃をかける準備をしていた。あの若い太陽の光と熱を、肌で感じた乗組員たちも同じ考えだった。前回は敵の小型船にやられたので、こちらも小型で小回りのきく宇宙船を造らねばならない。船団の数ももっと増やさねばならない。二つの太陽系の総力戦が始まろうとしていた。

## 主な登場人物
- リチャード・アーコット - 物理学者。さまざまな発明が得意。
- ロバート・モーリー - 数学者。
- ウェード - 空中海賊。精神を病んでいたが回復して仲間となる。
- ロバート・アーコット - リチャードの父。物理学者。
- アーサー・モーリー - ロバートの父。航空会社の社長。
- ジョン・フラー - 腕の良い設計技師。
- タジ・ラモル - 暗黒星系の指導者。

## 書誌情報
『暗黒星通過!』　野田昌宏訳　ハヤカワ文庫SF　SF505  1983年2月